# Нове партнерство для розвитку Африки
Нове партнерство для розвитку Африки, НЕПАД (New Partnership for Africa's Development, NEPAD) — це програма з подолання маргінальності, слаборозвиненості, конфліктів та низького рівня управління на Африканському континенті.
Прийнята в 2001 році на саміті Організації Африканської Єдності в Абуджі (Нігерія), вона стала головною офіційною програмою розвитку Африки. У 2003 році NEPAD було інкорпоровано до структури Африканського Союзу, а в 2009 році завершився процес інституціоналізації програми в спеціальну установу організації.
Ініціатори: Нігерія, Алжир, Сенегал, Єгипет та Південно-Африканська Республіка. NEPAD — суто африканська ініціатива, яка увібрала в себе найкращі ідеї сучасності та намагань минулого. Ця «дорожня карта» тісно пов'язана з ідеями «африканського ренесансу», які першим озвучив Нельсон Мандела.
Пріоритети NEPAD: інфраструктура, технології зв'язку, охорона здоров'я, сільське господарство.
Стратегічні завдання програми: скорочення вдвічі масштабів бідності до 2015 року, а також добитися 7 % зростання економіки на африканському континенті.
Головні умови для виконання NEPAD: мир, безпека, демократія, якісне адміністративне управління, підвищення рівня економічного управління, регіональне співробітництво та інтеграція.
NEPAD як засіб подолання міжафриканських суперечностей: виконання цієї програми дозволить країнам Африки об'єднатися задля подолання викликів світової економіки та глобалізованого світу.
Передбачає максимальне використання власних економічних можливостей. Як головна програма Африканського Союзу, NEPAD виступає головним засобом досягнення поставлених цією організацією стратегічних довгострокових цілей: подолання відсталості й бідності, усунення вогнищ конфліктів, економічне зростання, широкомасштабна інтеграція всередині континенту. Наявність в програмі механізму контролю над виконанням, що передбачає широку участь різних верств суспільства та міжнародних спостерігачів — шлях до подолання корупції та зловживань в ході виконання програми. Залучення існуючих субрегіональних організацій виступає як допоміжним чинником успішного виконання, так і додатковим важелем контролю.
NEPAD як засіб спілкування Африки з навколишнім світом передбачає широке залучення прямих іноземних інвестицій. Програму було підтримано ООН та її інституціями, Великою Вісімкою (саміт в Кананаскісі, Канада), Європейським Союзом. Водночас спостерігається посилена увага до програми з боку традиційних партнерів африканських країн.
Можна констатувати, що на сучасному етапі NEPAD став втілюватися в життя і приносити реальні дивіденди його учасникам. В сфері безпеки важливе місце посіла програма демобілізації дітей та жінок, що брали участь в регіональних конфліктах, а також їхня переадаптація та перекваліфікація. Втілено низку проєктів з берегової охорони країн Західної та Південної Африки. В сфері розвитку інфраструктури Світовий Банк в 2006 році виділив фінансування таким проєктам як освоєння водних ресурсів ріки Сенегал, створення електромережі в Західній Африці, а також низці економічних та інфраструктурних проєктів на суму 1,12 млрд дол. США. Міжнародний фонд сільськогосподарського розвитку в 2006 році фінансував 14 проєктів в Африці на суму 224 млн дол. США. Міжнародний Валютний Фонд широко підтримує ініціативи NEPAD на регіональному, національному і місцевому рівнях (інновації, озеленення, маркетингові стратегії).
Франко-африканські відносини в рамках NEPAD — концептуальні засади нового партнерства. Концепція участі Франції в програмі — «La France, partenaire du NEPAD», визначає масштаби (72 млн євро в 2004 році) та пріоритети французької допомоги у її здійсненні. Франція бере на себе роль представника ЄС в NEPAD.
Труднощі здійснення NEPAD: залучення меншості африканських країн, невідомість плану широкій громадськості, людський фактор (чи африканські лідери залишаться вірними своїм обіцянкам), суперечності навколо неоліберальної моделі інтеграції континенту в світову економіку. Відкритими також залишаються питання фінансування проєкту, адже базова для його виконання сума в 64 млрд дол. набагато перевищує суми обіцяні світовою спільнотою, навіть за умови списання більшості боргів цим країнам.